# Irma la Douce
Irma la Douce (pt / br: Irma La Douce) é um filme estadunidense de 1963, do gênero comédia romântica, dirigido por Billy Wilder e baseado em peça teatral de Alexandre Breffort.

## Sinopse
Nestor é um policial honesto de Paris que se apaixona por Irma, uma prostituta que ele conhece no serviço. Após ser demitido da polícia por não aceitar participar do acordo entre prostitutas, cafetões e policiais, ele vem a se tornar o cafetão de Irma, mas não quer que ela se encontre com nenhum homem que não seja ele. Com a ajuda do dono de um bar, ele se passa por um lorde inglês muito rico mas, secretamente, trabalha no mercado transportando comida e isso o deixa muito cansado, fazendo Irma supor que Nestor perdeu o interesse por ela. Quando Irma tem uma briga com Nestor, ela decide ir para a Inglaterra com o lorde, ou seja, com ele mesmo. Então Nestor acha que é hora de acabar com a farsa e "mata" o lorde. Porém, ele passa a ser acusado de assassinato pelo sumiço do lorde.

## Elenco
- Jack Lemmon .... Nestor Patou / Lorde X
- Shirley MacLaine .... Irma La Douce
- Lou Jacobi .... Moustache
- Bruce Yarnell .... Hippolyte
- Herschel Bernardi .... inspetor Lefevre
- Hope Holiday .... Lolita
- Joan Shawlee .... Annie
- Grace Lee Whitney .... Kiki
- Paul Dubov .... Andre
- Diki Lerner .... Jojo
- Howard McNear .... concierge
- Bill Bixby ....  marinheiro tatuado

## Principais prêmios e indicações
Oscar 1964 (EUA)
- Venceu na categoria de melhor trilha sonora.
- Indicado também nas categorias de melhor atriz (Shirley MacLaine) e melhor fotografia colorida.

Globo de Ouro 1964 (EUA)
- Venceu na categoria de melhor atriz - comédia/musical (Shirley MacLaine).
- Indicado também nas categorias de melhor filme - comédia/musical e melhor ator - comédia/musical (Jack Lemmon).

BAFTA 1965 (Reino Unido)
- Recebeu uma indicação na categoria de melhor atriz estrangeira (Shirley MacLaine).

WGA Award 1964 (Writers Guild of America, EUA)
- Venceu na categoria de melhor roteiro de comédia.